# Prodromus Astronomiae

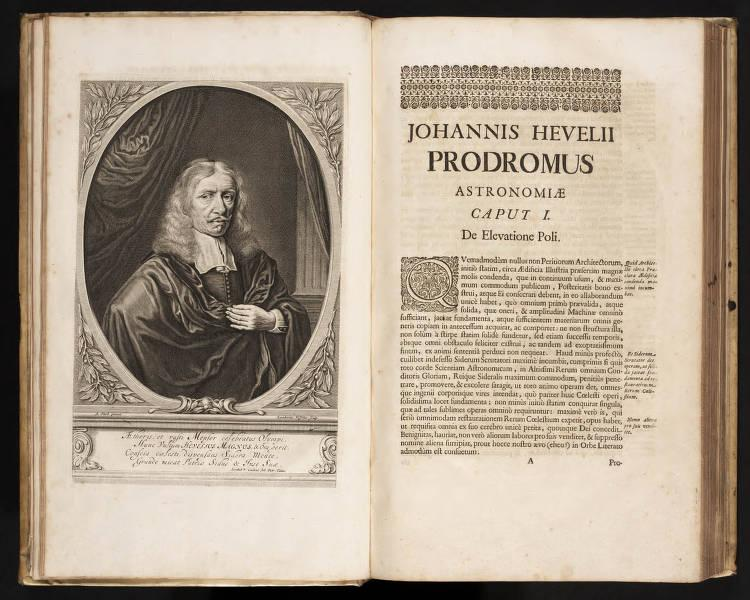
Página de inicio del primer capítulo de Prodromus Astronomiae.

Prodromus Astronomiae es un catálogo de estrellas creado por Johannes Hevelius y publicado póstumamente por su esposa y ayudante de investigación Elisabeth Hevelius en 1690. El catálogo consiste en la localización de 1.564 estrellas listadas por constelación. Consta de tres partes: un prefacio (llamado Prodromus), un catálogo de estrellas (llamado Catalogus Stellarum) y un atlas de constelaciones (llamado Firmamentum Sobiescianum, sive Uranographia).

## Argumento

### Prodromus
Prodromus describe la metodología y la tecnología utilizadas en la creación del catálogo de estrellas. Ofrece ejemplos del uso del sextante y el cuadrante por parte de Hevelius, junto con las posiciones conocidas del sol, para calcular la longitud y latitud de cada estrella.

### Catalogus Stellarum
El borrador escrito del Catalogus Stellarum consta de 183 hojas, 145, ordenadas alfabéticamente según la constelación, que contienen las posiciones de las estrellas. Cada estrella tenía información específica registrada en columnas: el número de referencia y la magnitud encontrada por el astrónomo Tycho Brahe, el propio cálculo de magnitud de Hevelius, la longitud y latitud de la estrella tanto por coordenadas eclípticas medidas por distancias angulares como por altitudes meridianas encontradas usando el cuadrante de Hevelius, y las coordenadas ecuatoriales de la estrella calculadas usando trigonometría esférica. La versión impresa era similar al borrador escrito, salvo que las dos columnas que describían las coordenadas eclípticas de una estrella estaban combinadas y sólo se daba el mejor valor de la latitud y la longitud de la estrella. Además, la versión impresa contenía más de 600 nuevas estrellas y 12 nuevas constelaciones que no estaban documentadas en el borrador escrito, con lo que el total era de 1564. Aunque las observaciones del catálogo se hacían a simple vista, las mediciones eran tan precisas que se utilizaron en la elaboración de globos celestes hasta principios del siglo XVIII.

### Firmamentum Sobiescianum
El Firmamentum Sobiescianum, aunque técnicamente forma parte del Prodromus Astronomiae, probablemente se publicó por separado y con una circulación más restringida. Con su propia portada y sistema de numeración de páginas, el atlas constaba de dos hemisferios y 54 láminas a doble página con 73 constelaciones. Tanto el hemisferio norte como el sur estaban centrados en un polo de la eclíptica, y la mayoría de las ubicaciones de las estrellas se basaban en las propias observaciones de Hevelius. Las que no lo estaban, las estrellas polares del sur, se basaban en un catálogo y un mapa publicados en 1679 por Edmond Halley.